# Iryna Buriaczok
Iryna Buriaczok (ukr. Ірина Бурячок, ur. 5 lipca 1986) – ukraińska tenisistka.
W zawodowych rozgrywkach zadebiutowała w maju 2002 roku, biorąc udział w turnieju ITF w węgierskim Segedynie. Zagrała tam w kwalifikacjach do turnieju głównego i wygrała pierwszy mecz ale w drugim pokonała ją Ana Jovanović. W tym samym roku zagrała jeszcze w kwalifikacjach do kilku turniejów, między innymi w Poznaniu, Kędzierzynie-Koźlu i Gdyni, ale w żadnym z nich nie udało jej się zagrać w fazie głównej. Zrealizowała to w roku następnym, we Lwowie, gdzie najpierw wygrała kwalifikacje a potem osiągnęła drugą rundę w turnieju głównym.
W 2005 roku wygrała swój pierwszy w karierze turniej w grze deblowej w portugalskim Portimão, gdzie w parze z Olgą Panową, pokonała parę Anaïs Laurendon i Linda Smoleňáková. W tym samym roku doszła też do finału gry pojedynczej w Ramat ha-Szaron, ale przegrała w nim z Ivetą Gerlovą. Pierwszy turniej w singlu wygrała w 2006 roku, w chorwackim Cavtat, w którym w finale pokonała Belgijkę Caroline Maes.
W sumie wygrała cztery turnieje w grze singlowej i trzynaście w grze deblowej rangi ITF.
W lipcu 2009 roku zagrała po raz pierwszy w turnieju WTA Tour w Båstad. Wygrała tam kwalifikacje, pokonując w decydującym meczu Lilię Osterloh i zagrała jeden mecz z fazie głównej turnieju z Mariją Kirilenko, który przegrała 0:6, 4:6. W sierpniu tego samego roku spróbowała swoich sił w kwalifikacjach do turnieju wielkoszlemowego US Open, ale Chinka Zhang Shuai okazała się od niej lepsza już w pierwszej rundzie.
W 2010 roku wzięła udział w kwalifikacjach do French Open, gdzie pokonała w pierwszej rundzie Hiszpankę Evę Fernández Brugues a przegrała w drugiej z Rumunką Monicą Niculescu. Było to jej największe osiągnięcie w historii występów w Wielkim Szlemie w grze pojedynczej.
W 2012 roku zwyciężyła w pierwszym turnieju WTA, a miało to miejsce w Baku, kiedy razem z Waleriją Sołowjową pokonały 6:3, 6:2 Evę Birnerovą i Albertę Brianti.
Na początku stycznia 2013 roku, również z Sołowjową, doszła do finału w Shenzhen, gdzie uległy 0:6, 5:7 parze Chan Hao-ching–Chan Yung-jan. W lipcu obroniła tytuł wywalczony w Baku. Razem z Oksaną Kalasznikową pokonały w finale wynikiem 4:6, 7:6(3), 10–4 parę Eleni Daniilidu–Aleksandra Krunić.

## Finały turniejów WTA
| Legenda                     | Legenda |
| --------------------------- | ------- |
| Wielki Szlem                |         |
| Igrzyska olimpijskie        |         |
| WTA Tour Championships      |         |
| 2009 – 2020                 |         |
| WTA Premier Mandatory       |         |
| WTA Premier 5               |         |
| WTA Premier                 |         |
| WTA International Series    |         |
| WTA 125K series (2012–2020) |         |

### Gra podwójna
| Końcowy wynik | Nr | Data             | Turniej  | Nawierzchnia | Partnerka           | Przeciwniczki                     | Wynik finału      |
| ------------- | -- | ---------------- | -------- | ------------ | ------------------- | --------------------------------- | ----------------- |
| Zwyciężczyni  | 1. | 28 lipca 2012    | Baku     | Twarda       | Walerija Sołowjowa  | Eva Birnerová Alberta Brianti     | 6:3, 6:2          |
| Finalistka    | 1. | 5 stycznia 2013  | Shenzhen | Twarda       | Walerija Sołowjowa  | Chan Hao-ching Chan Yung-jan      | 0:6, 5:7          |
| Zwyciężczyni  | 2. | 28 lipca 2013    | Baku     | Twarda       | Oksana Kalasznikowa | Eleni Daniilidu Aleksandra Krunić | 4:6, 7:6(3), 10–4 |
| Finalistka    | 2. | 27 września 2013 | Ningbo   | Twarda       | Oksana Kalasznikowa | Chan Yung-jan Zhang Shuai         | 2:6, 1:6          |